# Marcia Clark

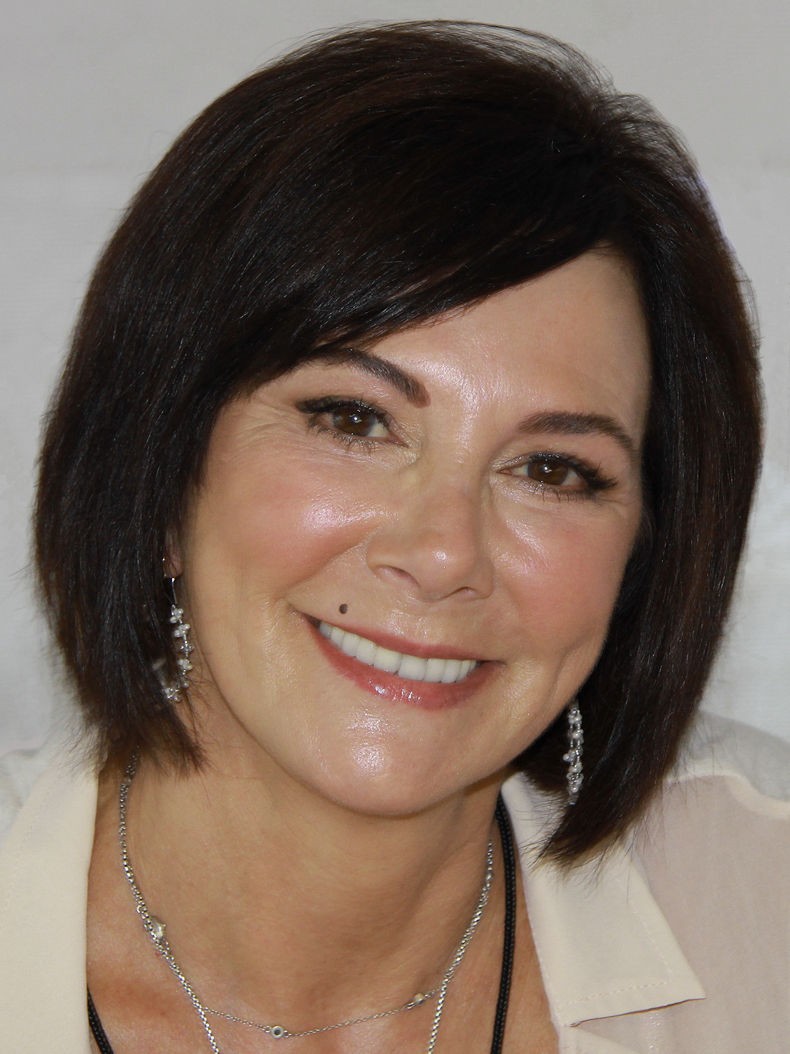
Marcia Clark (2011)

Marcia Rachel Clark (* 31. August 1953 in Alameda, Kalifornien) ist eine ehemalige US-amerikanische Staatsanwältin, TV-Korrespondentin und Buchautorin. Bekanntheit erlangte sie im Jahr 1994 als Hauptanklägerin im Strafprozess gegen O. J. Simpson.

## Leben und Karriere
Clark wurde in Berkeley, Kalifornien geboren (Geburtsname: Marcia Kleks). Sie besuchte die öffentliche Susan E. Wagner High School in Staten Island. Sie studierte Politikwissenschaft an der UCLA und erlangte den Grad eines J.D. an der Southwestern University. Im Jahr 1979 wurde sie für die Anwaltskammer von Kalifornien zugelassen.
Im Jahr 1981 wurde sie Staatsanwältin in Los Angeles und galt als talentierte, ambitionierte und erfolgreiche Anklägerin. Im Jahr 1994 wurde die damals 40-jährige, die bereits 19 Verurteilungen in Mordverfahren erreicht hatte, zur Hauptanklägerin im Strafprozess gegen O. J. Simpson bestellt. Trotz einer anfangs als sehr aussichtsreich beschriebenen Beweislage wurde Simpson im darauffolgenden Jahr vom Mordvorwurf freigesprochen. Von Prozessbeobachtern wurden Clark und ihr Co-Ankläger Christopher Darden teils scharf kritisiert, etwa für die Tatsache, trotz einer von Rassismusvorwürfen geprägten Stimmung 9 schwarze Geschworene in einer Jury von 12 Personen akzeptiert zu haben. Die Schwester des Mordopfers, Denise Brown, beschrieb Clark als „sehr unsensible“ Person. So habe Clark bei einer Befragung ihrer Schwester Fotos des Tatorts offen zur Schau gestellt, auf denen ihre tote Schwester mit schwersten Halsverletzungen zu sehen gewesen sei.
Nach dem Simpson-Prozess zog sich Clark aus der Staatsanwaltschaft zurück und schrieb das Buch Without a doubt, in dem sie ihre Prozesseindrücke schildert. Berichten zufolge erhielt sie für das Buch ein Honorar von 4 Millionen US-Dollar.

## Privates
Clark war von 1976 bis 1981 mit Gabriel Horowitz verheiratet. Die Ehe blieb kinderlos. 1981 heiratete sie ihren zweiten Ehemann, Gordon Clark, mit dem sie 2 Söhne hat. Die Scheidung folgte 1995.

## Veröffentlichungen (Auswahl)
- Mildernde Umstände : ein Fall für Rachel Knight, Goldmann, 2012, ISBN 978-3-442-47696-1
- Tödlicher Ausweg : Thriller, München : Goldmann, 2013, ISBN 978-3-442-47722-7
- Killer ambition : a novel, New York : Mulholland Books, 2014, ISBN 978-0-316-22093-4
- Blood defense, Seattle : Thomas & Mercer, 2016, ISBN 978-1-5039-3619-5